# Dominic Keating
Dominic Keating, född 1 juli 1962 i Leicester, England, är en brittisk skådespelare.
Hans första kontakt med teater var när han började spela skolteater under sin tid som historiastuderande på University College i London. Sedan dess har han varit med i till exempel Buffy och vampyrerna, Almost Famous, Star Trek: Enterprise och Jungle 2 Jungle. 